# Лаакконен, Ристо
Ристо Юхани Лаакконен (фин. Risto Juhani Laakkonen; род. 6 мая 1967 года) — финский прыгун с трамплина. Олимпийский чемпион и чемпион мира в командных турнирах. Победитель Турне четырёх трамплинов.

## Карьера
На международной арене в соревнованиях Кубка мира Ристо Лаакконен дебютировал в чехословацком Гаррахове в январе 1986 года, где занял 8-е место и набрал первые кубковые очки.
На Олимпийских играх дебютировал в 1988 году. В Калгари финн выступал только на нормальном трамплине, показал на нём 23-й результат и не попал в состав сборной в командном турнире, где финны выиграли золотые медали.
В декабре 1988 года на этапе в канадском Тандер-Бей Лаакконен завоевал первый подиум, став вторым, а на следующий день одержал первую победу в карьере. Канадский этап для финского атлета оказался наиболее счастливым — обе победы в карьере Ристо одержал именно  там, причём с разницей в один год ровно. Также в сезоне 1988/89 Лааконен был вторым в Оберстдорфе, третьим в Гармиш-Партенкирхене и не одержав ни одной победы выиграл общий зачёт Турне четырёх трамплинов. На домашнем чемпионате мира в Лахти одержал победу в командном турнире, выступая вместе с Ари-Пеккой Никколой, Яри Пуйкконеном и  Матти Нюкяненом. В личных турнирах дважды занимал 24-е места.
На чемпионате мира 1991 года в Валь-ди-Фьемме завоевал «серебро» в командном турнире, в индивидуальных турнирах показал 8-й и 12-й результаты.
На Олимпийских играх в Альбервиле Лаакконен стал 16-м на нормальном трамплине, на большом был 21-м, но попал в состав сборной, которая выиграла олимпийское золото в командном турнире.
После Олимпиады завершил спортивную карьеру в возрасте 25 лет.